# Bahía de Valparaíso
Bahía de Valparaíso är en vik i Chile.   Den ligger i regionen Región de Valparaíso, i den södra delen av landet, 100 km nordväst om huvudstaden Santiago de Chile.
Runt Bahía de Valparaíso är det i huvudsak tätbebyggt. Runt Bahía de Valparaíso är det mycket tätbefolkat, med 1 135 invånare per kvadratkilometer.